# Para el día diez y ocho del corriente
La esquela Para el día diez y ocho del corriente es una esquela impresa por un solo lado, el día 14 de septiembre de 1810, por el impresor José Camilo Gallardo. La esquela corresponde al incunable chileno n.º 36, de acuerdo al listado elaborado por José Toribio Medina en 1961. El texto de esta esquela —que finalmente no fue utilizada para el fin que fue impresa— fue la base para la «Citación al Cabildo Abierto del 18 de septiembre de 1810».
La autoría de la misma data del 13 de septiembre de 1810 y es producto de un grupo colectivo compuesto por: Mateo de Toro y Zambrano, José Gaspar Marín y José Gregorio Argomedo —el primero asesor y el segundo secretario de Toro y Zambrano—; los miembros del Cabildo de Santiago Agustín de Eyzaguirre, José Miguel Infante, Justo Salinas, José Nicolás de la Cerda, Diego de Larraín, Pedro José Prado Xaraquemada, Marcelino Cañas, José Antonio González, Francisco Ramírez, José Joaquín Rodríguez, Francisco Antonio Pérez, el Conde de Quinta Alegre y Fernando Errázuriz; Vicente Larraín y Juan Pablo Fretes —canónigos—; Celedonio Villota —prior del Consulado—; Joaquín Gandarillas —miembro del Consulado—; Fernando Márquez de la Plata —ex Regente de la Real Audiencia—; e Ignacio de Carrera —en representación de los Patricios—. No se puede incluir como parte del colectivo que fue autor del documento a los coroneles Olaguer y Reina, quienes «se pronunciaron contra toda innovación en el Gobierno; y no hallándose con voluntad para sostener un infructuoso debate, se retiraron tan luego como expresaron su opinión».
La transcripción del texto de la esquela es la siguiente:

Para el día diez y ocho del corriente espera a Usted el Muy Ilustre Señor Presidente, con el Ilustre Ayuntamiento, en las Salas del Real Tribunal del Consulado a tratar de los medios de seguridad pública, discutiéndose all qué sistema deí Govierno debe adoptarse para conservar siempre estos Dominios al señor Don Fernando Septimo.

## Historia
La impresión tanto de esta esquela, como la de la que la sucedió, generó gran revuelo en la época, tanto así que el impresor José Camilo Gallardo, fue citado a declarar por el Tribunal de la Real Audiencia de Santiago sobre el tenor de la impresión.
En primera instancia, y dado que la Real Audiencia de Santiago se oponía a la asamblea citada para el 18 de septiembre, ya que la consideraba ilegal porque buscaba la discusión del sistema de gobierno que debía adoptarse para conservar los «dominios a Su Majestad, lo que anunciaba el verificativo de las ideas de establecimiento de Junta Gubernativa, que se pretendía por algunos sediciosos». La Real Audiencia de Santiago se entera de esta citación a través de la primera de dos esquelas impresas, de la cual declara se imprimieron 300 copias, es por ello que decide citar el 15 de septiembre de 1810 a José Camilo Gallardo para que declare si la copia que poseen de la esquela en el Tribunal de la Real Audiencia de Santiago es igual a las primeras esquelas impresas, con el fin se adjuntarlas al auto del tribunal, y que declare sobre las enmiendas y el tono de la que se encuentra imprimiendo ese mismo día, que corresponde a la «Citación al Cabildo Abierto del 18 de septiembre de 1810».

«Santiago y Septiembre quince de mil ochocientos diez.

Por cuanto habiéndose fundado los oficios que ha pasado esta Real Audiencia al Superior Gobierno oponiéndose a la celebración del Congreso emplazado para el día diez y ocho del corriente, en lo ilegal del asunto que en él se iba a tratar, cual era, el discutir sobre el sistema de Gobierno que se debía adoptar para la conservación de estos dominios a Su Majestad, lo que anunciaba el verificativo de las ideas de establecimiento de Junta Gubernativa, que se pretendía por algunos sediciosos: y con respecto a que la certeza del expresado objeto de la dicha Junta la tuvo este Tribunal por la copia de la Esquela, cuyo original se remitió al impresor don José Camilo Gallardo, quien, efectivamente, imprimió trescientos ejemplares: teniéndose noticia de que en la tarde de ayer se ha reformado el tenor de la Esquela citada, conviniendo haya constancia del contenido de la primera, se comisiona al señor Oidor Decano para que haciendo comparecer al expresado don Camilo, declare, bajo de juramento, si es igual la copia que se le manifestará y se agregará a este auto, a la que imprimió y los demás particulares relativos a la enmienda y tenor de la que está imprimiendo: y así lo proveyeron y rubricaron, de que doy fe.»

(Hay cinco rúbricas). Ante mí .-Melchor Román, escribano de Cámara.

Tribunal de la Real Audiencia, 15 de septiembre de 1810.

Luego presta declaración José Camilo Gallardo, el impresor de ambas esquelas. Quien indica que la esquela que ha sido firmada por el escribano, concuerda con el borrador original que se le había entregado por orden del «Muy Ilustre Señor Presidente», con el fin de que imprimiese 300 ejemplares, los cuales había entregado el 14 de septiembre, y se agrega en la declaración que «habiéndose dudado por el Muy Ilustre Señor Presidente que contuviese el borrador expresiones relativas a sistema de Gobierno, atribuyéndosele culpa al declarante», ante lo cual, José Gallardo lleva la misma noche del catorce el borrador que se le había entregado para realizar las impresiones para cotejar su texto con las que había impreso. Es Martín Calvo Encalada quien lee al Presidente el borrador y a continuación lo rompe, dado que el texto concordaba con lo que se había impreso.
A continuación se le entregó otro borrador a José Gallardo, que correspondía a la «Citación al Cabildo Abierto del 18 de septiembre de 1810». Gallardo comenzó a imprimir las nuevas esquelas en la mañana del 15 de septiembre, pero alrededor de las 11:00 hrs. de ese día recibió la orden de detener la impresión de las mismas.

«Declaración.-

En la ciudad de Santiago de Chile, a quince días del mes de Septiembre de mil ochocientos diez años, el señor don José de Santiago Concha Ximénez Lobatón, del Consejo de Su Majestad, Oidor Decano y Alcaide de Corte de esta Real Audiencia, a efecto de dar cumplimiento a la anterior comisión, hizo comparecer a su presencia judiciala don José Camilo Gallardo, a quien Su Señoría, por ante mí, recibió juramento, que lo hizo por Dios, Nuestro Señor, y una señal de cruz, bajo del cual ofreció decir verdad de lo que supiese y preguntado le fuese, y siéndolo sobre los particulares narrados en el auto que precede, dijo: que la copia de la adjunta Esquela, rubricada por mí el infrascrito escribano, concuerda su tenor con el borrador original que se le remitió de orden del Muy Ilustre Señor Presidente a efecto de que imprimiese trescientos exemplares, los que llevó en la mañana del día de ayer catorce del corriente y puso en manos de don José Vigil. Que habiéndose dudado por el Muy Ilustre Señor Presidente que contuviese el borrador expresiones relativas a sistema de Gobierno, atribuyéndosele culpa al declarante: noticiado de ello, llevó en la noche del mismo día el borrador que se el había dado de la citada Esquela para su confrontación con las impresas, el cual se leyó por el caballero don Martin Calvo de Encalada, a presencia del expresado señor Presidente, y que delante del mismo que declara, la rompió el mencionado don Martín, quedando así satisfechos de la inculpabilidad del declarante. Que inmediatamente se le dió otro borrador, en que se suprimieron las palabras rayadas y se puso solamente ser el convite para tratar en el propio día diez y ocho sobre la seguridad del Reyno y pública tranquilidad. Que habiendo empezado a imprimirlas, en la mañana de hoy recibió, como a las once del día, por medio de la Ordenanza del Muy Ilustre Señor Presidente orden de Su Señoría para suspender la impresión. Y que lo dicho y declarado es la verdad, so cargo del juramento que fecho tiene, en que se afirmó y ratificó, siéndole leída esta declaración, y lo firmó, rubricándola Su Señoría, de que doy fee.-»

(Hay una rúbrica). José Camilo Gallardo.- Ante mí.- Melchor Román, escribano de Cámara.

Tribunal de la Real Audiencia, 15 de septiembre de 1810.

De los autores del texto de esta esquela, seis se convirtieron en presidentes de la Junta Provisional Gubernativa del Reino.